# سحر الغجريات (مسلسل)
سحر الغجريات هو مسلسل مدبلج رومانسي درامي عرض في الوطن العربي على عذة قنوات من بينها قناة التلفزيون الجزائري الارضية وقناة دوزيم الفضائية المغربية، يتحدث المسلسل عن حياة قبيلة من الغجر الرحال في إحدى المدن التي يرفض سكانها اعتبارهم من سكان مدينتهم ويودون ترحيلهم، ويحكي المسلسل عن يوبانكا التي عادت بعد اختفائها لسنين ومعها 3 بنات تبنتهم، من بينهم سالومي التي هي بطلة المسلسل وتلعب الدور الممثلة آنا دي لاريجويرا التي أحبت شخصا من غير الغجر مما يعتبر شيئا محرما عندهم...

## المزيد
عرض على الشو تايم على قناة الشاشة، وهو مدبلج للغة العربية الفصحى ومن أهم أسباب نجاحه قصته، حيث انها قصة جديدة على عالم المسلسلات المكسيكيه فهو يدور حول قصة الفتاة الغجرية «ماريا سالومي» التي تقع في حب رجل غير غجري «سبستيان»، حيث يسلط المسلسل الضوء على قبيلة من الغجر تستقر في بلدة ساحلية، ويعرض لنا الممارسات العدوانية التي يتعرضون لها من طرف سكان هذه البلدة الذين يعانون بدورهم من الكساد الاقتصادي، ويصور لنا الاعتداءات عليهم والرغبة في ترحيلهم، وعدم الاعتراف بهم كمواطنين في البلدة.. ومن أهم الأسباب أيضاً التي جعلت هذا المسلسل يلاقى النجاح هو الملامح العربية التي كان يتميز بها الأبطال خاصة آنا دي لاريجويرا في دور «ماريا سالومي»، مانولو كاردونا في دور «سبستيان»، مما جعل المشاهد يتفاعل معهم ويشعر كأنه منهم.

## القصة
الغجر، أساطير، موسيقى ورقص، وبحث دائم عن الحب والحرية. الغجر شعب له سلوكيات وعادات خاصة وفي الغالب غير مقبولة من العامة، فالكثير من سمات الغجر وتصرفاتهم لا تروق للشعوب المستقرة، كل هذا تسبب في حقد وكراهية ضدهم. ويشتهرون بتقديم الموسيقى والرقص، ومن جانب آخر عادة ما تكون تٌهم السرقة وانعدام الأمانة ملازمة لهم بسبب أسلوب حياتهم المتنقل وسلوكياتهم الغير المألوفة.
وفي هذا المسلسل المدبلج سيتم تسليط الضوء على قبيلة من الغجر تستقر في بلدة ساحلية، ويعرض لنا الممارسات العدوانية التي يتعرضون لها من طرف سكان هذه البلدة الذين يعانون بدورهم من الكساد الاقتصادي، ويصور لنا الاعتداءات عليهم والرغبة في ترحيلهم بصفة قسرية، وعدم الاعتراف بهم كمواطنين في بلدة «ماليربو».
تدور قصة المسلسل حول «يوبانكا» التي انقطعت أخبارها عن والدها لمدة طويلة، لكنه بعد شهرين يتوصل برسالة من إسبانيا من رجل يدعى «بوبا» يخبره فيها أنه يحتضر، وأن أيامه أصبحت معدودة على الأرض، ويحكي له قصته الكاملة مع ابنته «يوبانكا»، وأنه تزوجها، وتبنيا ثلاث فتيات جميلات قتل أهلهن عندما هاجم العامة مخيماتهم وقتلوا جميع الغجر تقريبا ممن كانوا يعيشون هناك، كما يناشد «بانيا» أن يصفح عن ابنته الوحيدة، ويستقبل حفيداته الثلاث ويحتفل بهن حسب تقاليد وعادات الغجر، هذه الرسالة ستقلب مواجع «بانيا»، وتذكره بالماضي البعيد وبكل الآمه.
فمنذ عشرين عاما، هربت «يوبانكا» الغجرية الصغيرة حاملة في بطنها جنينا، واختفت في هدوء حاملة معها سرا كبيرا، وتخلت عن عشيرتها وخاصة والدها، الذي كان يحبها أكثر من نفسه، تركته يعاني الألم والعار وخاصة أنه زعيم عشيرة الغجر الذين ينتمون إليها. فأقسم أمام الملأ ألا يسامحها وأن لا يغفر لها أبدا ما فعلته به وبعشيرتهما.
لحظة حاسمة، لحظة اللقاء بعد فراق طويل... لكن «بانيا» لا يستطع الصفح لأن الجرح غائر، والألم عميق، رغم كل هذا رحب بحفيداته الثلاث وأعلن أمام الجميع أنه سيقدم لهن الحماية والعناية اللازمين. أسئلة كثيرة يطرحها المسلسل، هل سيصفح «بانيا» عن ابنته الوحيدة بالرغم أنها تصر على عدم الإفصاح عن السر الذي جعلها تهرب في الماضي؟ ولماذا عادت؟ وما سر العداوة القائمة بينها وبين عائلة «دومينجز» الثرية؟ أما سالومي فهل ستقع في الحب المحرم؟ قصص مثيرة يعيشها أبطال مسلسل «سحر الغجريات»... دراما حب مشوقة مليئة بالمفاجآت، وبقصص الحب الملتهبة، أحداث تقربنا أكثر من حياة الغجر، تقاليدهم، معتقداتهم وقوانينهم.

## الأبطال
- Ana de la Reguera ... María Salomé
- Manolo Cardona... Sebastián Domínguez
- Dolores Heredia... Jovanka Sanchez
- Saúl Lisazo ... Juan Domínguez
- Mariana Gajá ... María Sashenka
- Karina Mora... María Magdalena
- Carlos Torres Torrija... Rafael Domínguez
- Alejandro Calva ... Lazlo
- Erick Elias ... Jonás
- Chao ... Branco
- Saby Kamalich... Victoria Lambert Domínguez
- Ilean Almaguer ... Camila
- Manuel Balbi ... Mirko
- Elizabeth Cervantes... Eréndira
- Karina Gidi ... Vinka

http://www.2m.tv/arabe/mousalsalate/article.asp?cat=1317

## روابط خارجية
- سحر الغجريات على موقع IMDb (الإنجليزية)
- سحر الغجريات على موقع كينوبويسك (الروسية)
- سحر الغجريات على موقع قاعدة بيانات الفيلم (الإنجليزية)